# Dysschema
Dysschema is een geslacht van vlinders van de familie spinneruilen (Erebidae).

## Soorten
- D. aethiops Hering, 1928
- D. amphissa Geyer, 1832
- D. anadema Druce, 1907
- D. aorsa Boisduval, 1870
- D. arema Boisduval, 1870
- D. bivittata Walker, 1854
- D. boisduvalii Van der Hoeven & De Vriese, 1840
- D. brunnea Druce, 1911
- D. buckleyi Druce, 1910
- D. centenaria Burmeister, 1878
- D. cerialis Druce, 1884
- D. constans Hering, 1925
- D. damon Druce, 1894
- D. daphne Druce, 1885
- D. dissimulata Walker, 1865
- D. eurocilia Cramer, 1777
- D. evanescens Hering, 1925
- D. fanatica Dognin, 1919
- D. fantasma Butler, 1873
- D. fenestrata Walker, 1855
- D. flavimedia Monte, 1933
- D. flavopennis Rebel, 1901
- D. forbesi Druce, 1907
- D. formosissima Butler, 1871
- D. fulgorata Butler, 1871
- D. gaumeri Druce, 1894
- D. grassator Hering, 1925
- D. heliconissa Strand, 1920
- D. hilara Weymer, 1895
- D. hilarina Weymer, 1914
- D. hodeva Druce, 1910
- D. howardi Edwards, 1887
- D. humeralis Walker, 1854
- D. hyalinipennis Hering, 1928
- D. hypoxantha Hübner, 1818
- D. imitata Druce, 1910
- D. indecisa Walker, 1854
- D. irene Druce, 1885
- D. jansonis Butler, 1870
- D. jaonis Strand, 1911
- D. joiceyi Dognin, 1922
- D. larvata Walker, 1856
- D. leda Druce, 1884
- D. leonina Butler, 1872
- D. leptoptera Perty, 1833
- D. leucophaea Walker, 1854
- D. lucifer Butler, 1873
- D. luctuosa Dognin, 1919
- D. lunifera Butler, 1871
- D. lycaste Klug, 1836
- D. magdala Boisduval, 1870

- D. marginalis Walker, 1855
- D. marginata Guérin-Meneville, 1844
- D. mariamne Geyer, 1838
- D. molesta Hering, 1925
- D. montezuma Schaus, 1892
- D. mosera Druce, 1907
- D. moseroides Hering, 1925
- D. neda Klug, 1836
- D. nigrivenata Hering, 1925
- D. on Hering, 1928
- D. pagasa Dognin, 1919
- D. palmeri Druce, 1910
- D. paracelsus Hering, 1926
- D. parviflava Hering, 1926
- D. perplexa Schaus, 1910
- D. picta Guérin-Meneville, 1844
- D. porioni Gibeaux, 1982
- D. postflava Hering, 1926
- D. practides Druce, 1911
- D. principalis Jörgensen, 1935
- D. rhea Druce, 1910
- D. rorata Walker, 1865
- D. rosina Butler, 1871
- D. sacrifica Hübner, 1831
- D. salome Druce, 1910
- D. schadei Schaus, 1927
- D. semirufa Druce, 1910
- D. subapicalis Walker, 1854
- D. superior Jörgensen, 1934
- D. talboti Dognin, 1922
- D. terminata Guérin-Meneville, 1844
- D. thyridina Butler, 1871
- D. tibesina Hering
- D. titan Druce, 1910
- D. trapeziata Walker, 1865
- D. tricolor Sulzer, 1776
- D. ultima Hering, 1926
- D. unifascia Hering, 1925
- D. unxia Druce, 1910
- D. vestalis Butler, 1871
- D. viduopsis Hering, 1926
- D. viuda Schaus, 1910
- D. zeladon Dyar, 1913